# Хенри Роулинсън
Хенри Кресуик Роулинсън (на английски: Henry Creswicke Rawlinson) е британски военен офицер (подполковник), член на парламента, археолог, асиролог, лингвист и дипломат. Сдобива се със световна слава като дешифрира староперсийския клинопис.
Рискувайки живота си през 1837 – 1844 г., многократно се спуска по Бехистунската скала с цел да копира персийската и еламитската част от Бехинстунския надпис, който впоследствие дешифрира.

## Биография
Хенри Роулинсън е брат на историка Джордж Роулинсън.
Получава образованието си в Илинг (Мидлсекс), а от 1826 г. постъпва на военна служба в Британската източноиндийска компания. От 1827 г. е на длъжност кадет в компанията, пребивавайки в Индия. На место научава персийски и след 6 години се отправя към Персия да обучава войската на шаха. В Иран разчита надписа на Бехистунската скала, като преди това с риск за живота си го копира понеже по него време фотографирането е неизвестно, поради което на Роулинсън се налага многократно да се спуска с въжета от върха на скалата към надписа.
Конфликтът между британското и персийското правителство наложил Роулинсън да напусне преждевременно Персия. В 1840 г. получава длъжност в Кандахар (Афганистан), проявявайки се като храбър боец в Афганистанската война. През 1843/44 г. е британски агент на Арабския полуостров. По собствено желание в 1844 г. получава ново назначение на длъжност британски консул в Багдад, където за него възниква възможност и време да се върне към изучаването на клинописа. От 1851 г. е генерален консул в Багдад, след като му е присвоено звание подполковник от кралската армия.
Роулинсън се възползва максимално от предоставената му възможност да продължи своите археологически изследвания. От Багдад се заема с разкопаването на древните Ниневия и Вавилон, където открива огромно количество асиро-вавилонски клинописни надписи, които дешифрира в сътрудничество с други асиролози.
През 1849 г. Роулинсън се връща в Англия, а през 1851 г. публикува своите спомени с текста от Бехистунския надпис на английски. Предава на Британския музей събраните артефакти, след което се отправя съвместно с Остин Леярд на археологическа екпедиция в Месопотамия. През 1855 г. се уволнява от Британската източноиндийска компания, като прекарва остатъка от живота си в Лондон. В Англия Роулинсън се запознава с младия Джордж Смит, който благодарение на неговото съдействие скоро става един от най-известните изследователи на древността.
През 1856 г. Роулинсън е избран в английския Парламент, като същевременно влиза в управителния съвет на Британската източноиндийска компания, в чието управление остава до реорганизацията ѝ през 1858 г.
През 1859 г. получава длъжността британски посланик в Техеран, но на следващата 1860 г. излиза в оставка от поста.
От 1865 до 1868 г. е повторно член на британския Парламент, влизайки отново в управителния съвет на Британската източноиндийска компания.

## Публикации
- „The cuneiform inscriptions of Western Asia“ (1861 – 70)
- „The Persian cuneiform lnscriptions at Behistun“ (1846)
- „History of Assyria, as collected from the inscriptions discovered in the ruins of Niniveh“ (1852)
- „Memorandum on the publication of the cuneiform inscriptions“ (1855)
- „A selection from the miscellaneons inscriptions of Assyria“ (1870)
- „England and Russia in the East“ (1875)
- George Rawlinson: Memoir of Henry Creswicke Rawlinson, Longmans Green, New York 1898